# Col·legi de les Quatre Nacions

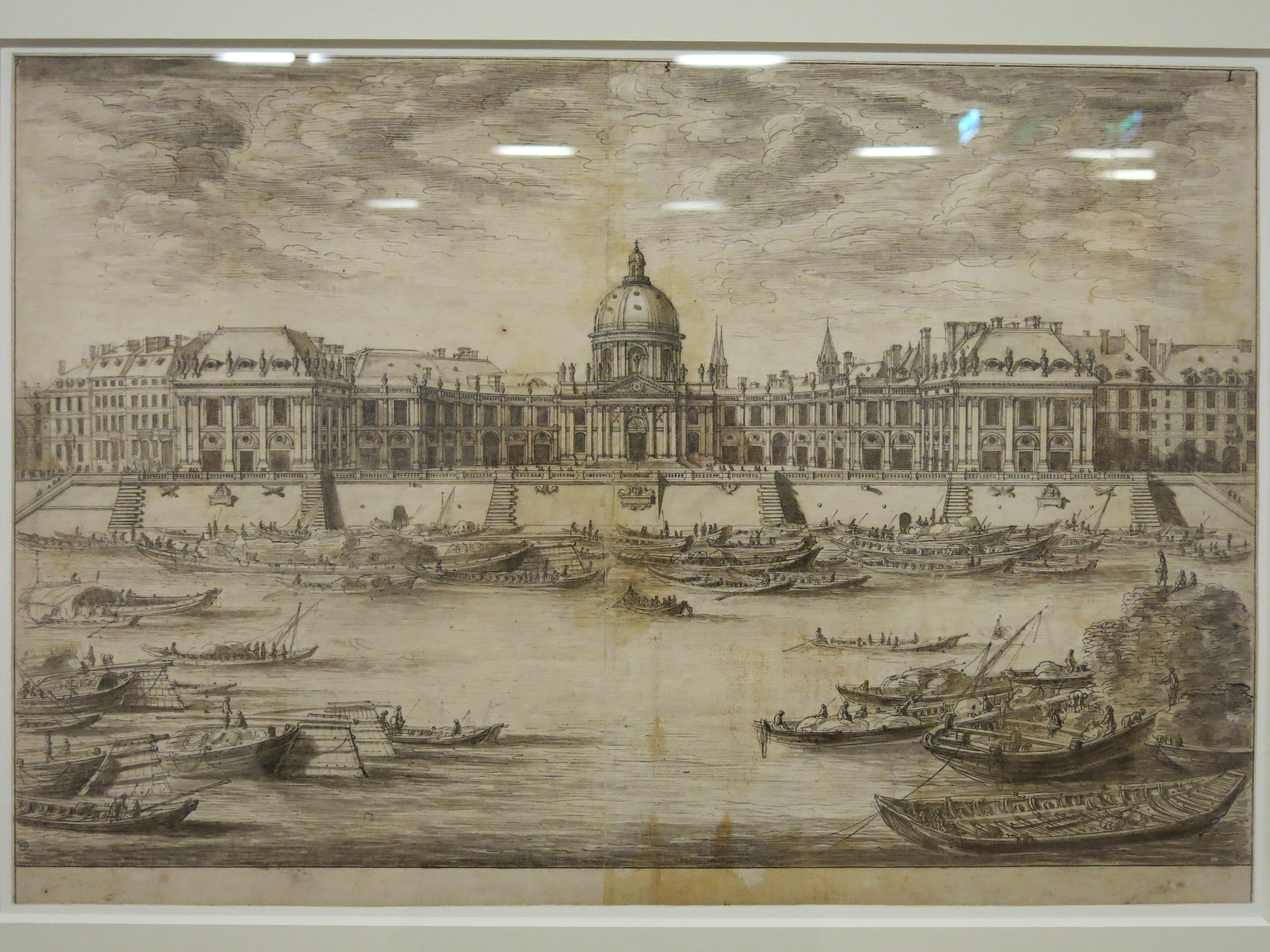
Col·legi de les Quatre Nacions, 1670

El Col·legi de les Quatre Nacions fou un projecte inclòs en el testament del Cardenal Mazzarino.

## Història
En 1661, en el seu testament, el Cardenal Mazzarino va disposar que la seva immensa fortuna fos emprada en la fundació d'un col·legi destinat a la preparació gratuïta de seixanta homes pertanyents a les quatre nacions agrupades i sotmeses a l'obediència real després de la signatura dels tractats: Pau de Westfàlia i Tractat dels Pirineus duta a terme el 1648 (d'aquí la procedència del nom: Col·legi de les Quatre Nacions: Artois, Alsàcia, Pinerolo i Catalans del Rosselló i Cerdanya.
Mazzarino volia ser enterrat, com ho havia estat el Cardenal Richelieu en la Sorbona. Mazzarino va llegar, així mateix, el conjunt de les seves obres a la biblioteca del nou edifici que hauria de romandre obert per a tots els literats dues vegades per setmana.
Colbert va encarregar a l'arquitecte Luis Le Vau el disseny dels plànols del col·legi que se situaria devant del Louvre.
La construcció de l'edifici es va dur a terme entre els anys 1662-1688.
La biblioteca, herència de Mazzarino, va ser oberta al públic el 1691. Durant la Revolució Francesa el Col·legi de les Quatre Nacions va passar a ser, successivament: Col·legi de la Unitat, Casa d'arrests, Seu del Comitè de Salut Pública, Escola Central Superior i Escola de Belles Arts.
El 1805 a petició de Napoleó I l'Institut de França va ser traslladat del Louvre a l'antic Col·legi de les Quatre Nacions. Antoine Vaudoyer va transformar la capella en un saló per a les sessions dels Acadèmics.